# ТЕС Теверола (Centro Energia)
ТЕС Теверола — колишня теплова електростанція у центральній частині Італії у регіоні Кампанія, провінція Казерта. Споруджена з використанням технології комбінованого парогазового циклу.
Введена в експлуатацію у 1997 році, станція мала один блок номінальною потужністю 150 МВт. У ньому встановили дві газові турбіни потужністю по 62 МВт, які через котли-утилізатори живили одну парову турбіну з показником 48 МВт. Окрім виробництва електроенергії, станція також постачала теплову енергію розташованому поруч заводу компанії Merloni.
Як паливо станція використовувала природний газ.
Видалення продуктів згоряння із котлів-утилізаторів відбувалось через два димарі висотою по 35 метрів.
Наявні на інтерактивних картах зображення ТЕС показують, що в середині 2013-го почався її демонтаж, а станом на середину 2016-го на майданчику вже були відсутні щонайменше газові турбіни та димарі.
Можливо також відзначити, що у 2006 році в тій же індустріальній зоні Теверола стала до ладу значно потужніша парогазова станція компанії Servici Energetici Teverola.